# Speee
株式会社Speee（英: Speee, Inc.）は、東京都港区に本社を置き、市場分析情報（マーケティングインテリジェンス）事業とデジタル技術を活用した業務改革（DX、デジタルトランスフォーメーション）事業を主とする日本のIT企業である。

## 概要
2007年11月に設立され、DXコンサルティング事業、レガシー産業DX事業、金融DX事業など幅広い領域の事業を扱っている。
代表取締役を大塚英樹、技術顧問をRuby開発者のまつもとゆきひろがそれぞれ務める。グループ会社に株式会社Datachain、株式会社ThinQ Healthcareがある。

## 沿革
- 2007年11月 - 西新宿で株式会社Speeeを設立し、携帯端末向けSEO事業に参入する。
- 2008年3月 - 事業所を新宿から五反田へ移転する。
- 2009年9月 - 事業所を五反田から六本木へ移転する。
- 2013年2月 - iPhone向けオンラインゲーム「［英雄大戦RPG］ヒーローズ解放戦線」[7]を発表する。
- 2013年3月 - 「［英雄大戦RPG］ヒーローズ解放戦線」を改良更新[8]する。
- 2013年6月- Android向けオンラインゲーム「ヒーローズ解放戦線[戦国･三国志･西洋の無料歴史RPG]」[9]を発表する。
- 2013年10月 - DSPを中心としたデジタル広告の「トレーディングデスク」事業を開始
- 2014年1月 - 中古不動産売却におけるマッチングサービス「イエウール」事業を開始
- 2014年4月- 「LAUGHY」のドメインを取得[10]する。
- 2014年7月 - 「LAUGHY」のトラフィックが増加[10]する。
- 2015年12月 - 外装リフォームにおけるマッチングサービス「ヌリカエ」事業を開始
- 2016年4月 - ネイティブアド配信プラットフォーム「UZOU」事業を開始
- 2016年8月 - 事業所内に、美容メディア「femit Magazine」などを運用するグループ会社とインターネットメディア事業部を増設し、コミュニケーションスペース「It Lab」を併設[4]する。
- 2016年12月 - 「ラフィ」と「femit」を廃止[11][12]する。
- 2018年3月 - ブロックチェーンによるデータプラットフォームを扱う子会社「Datachain」[13]を設立する。
- 2019年4月 - マーケティングの意思決定支援サービス「PAAM」を発表[14][15]する。
- 2020年4月 - 優良不動産会社に特化した不動産売却一括査定サービス「すまいステップ」を開始[16][17]
- 2020年7月 - 東京証券取引所JASDAQ上場[18]
- 2020年12月 - 介護・福祉領域におけるマッチングサービス「ケアスル 介護」を開始[19]
- 2022年4月 - 東証スタンダード市場に移行[20]
- 2022年4月 - 完全会員制の家探しサービス「Housii（ハウシー）」を開始[21]
- 2023年3月 - 事業所本社を黒崎ビルから住友不動産六本木グランドタワーに移転する。[22]
- 2023年10月 - 督促自動化SaaS「コンプル」を正式提供開始[23]

## 事業

### DXコンサルティング事業
- Webアナリティクス[24]
- トレーディングデスク（運用型広告代行業）[25][26]
- ネイティブアド配信プラットフォーム「UZOU」[27]
- マーケティング活動の意思決定を支援する「バントナー（旧PAAM）」[14][28][29][30]

### レガシー産業DX事業
- 不動産売買と査定のサービス「イエウール」[31]「すまいステップ」[32][33] 「イエウール土地活用」
- 完全会員制の家探しサービス「Housii（ハウシー）」
- リフォームのマッチングプラットフォーム「ヌリカエ」[34][35]
- 有料老人ホーム紹介サービス「ケアスル 介護」

### 金融DX
- ブロックチェーン事業「Datachain」[36]

## 第三者による評価
- 「GPTW 2023年版働きがいのある会社ランキング100」[37]に選出される。
- 「デロイト 日本テクノロジー Fast50」で2011年に5位[38]、2012年に13位[39]、2013年に26位[40]、2014年に33位[41]、2015年に22位[42]、2016年に13位[43]、2017年に18位[44]、とされる。
- 2014年に、「働きがいのある会社」で5位[45]、「Job Creation 2014」で第41位[46]とされる。